# Lupinus texensis

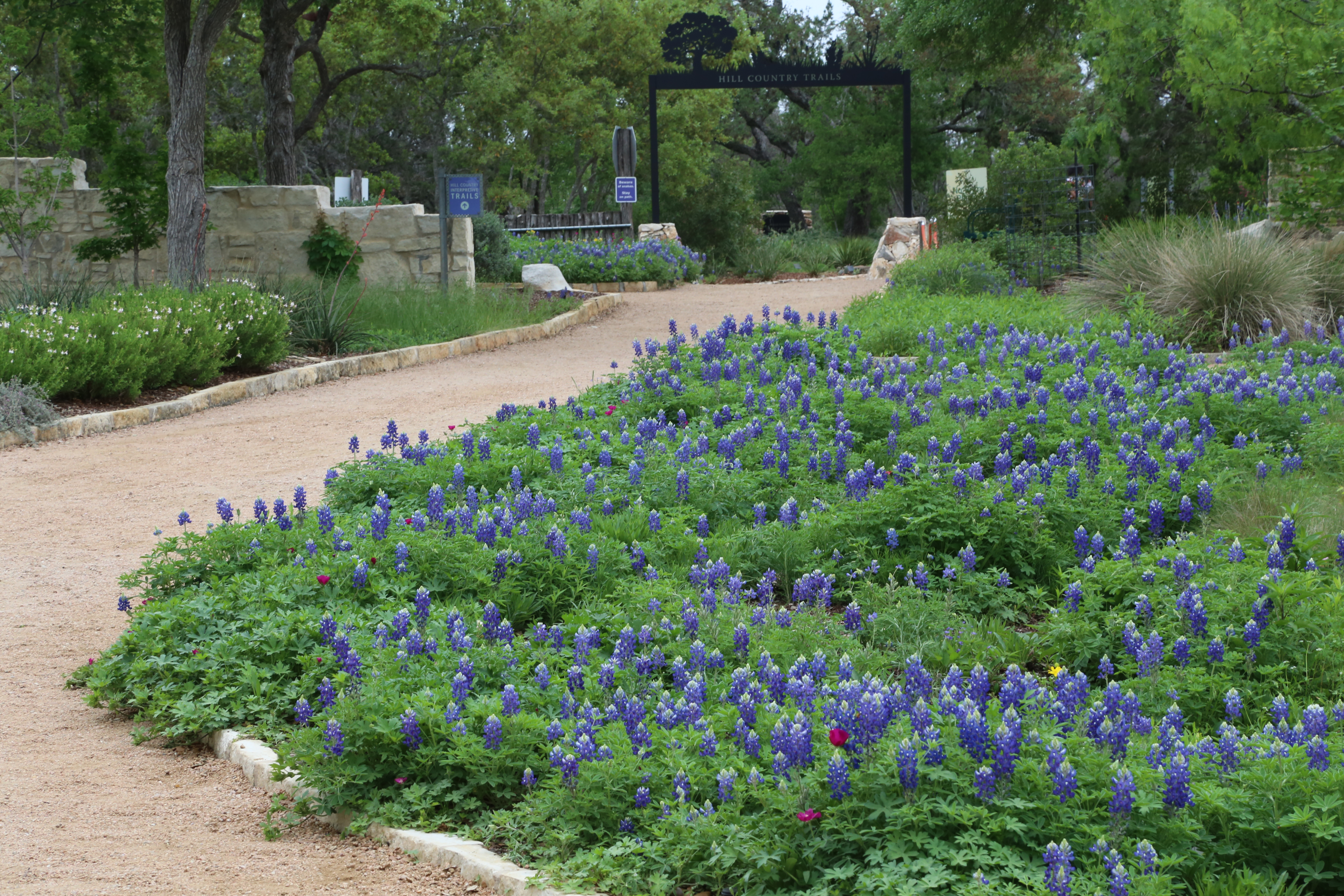
Parterre de L. Texensis en el Lady Bird Johnson Wildflower Center. En Austin, Texas.

Lupinus texensis, el lupino de Texas, es una especie del género Lupinus nativa de Norteamérica y ampliamente distribuida por los Estados Unidos. Junto con otras seis especies del mismo género es la flor estatal de Texas.

## Descripción
L. texenxis es una herbácea anual de entre 15-45 cm. Sus ramificados tallos portan hojas palmadas de color verde claro, normalmente con cinco folíolos (a semejanza de una mano abierta). Las inflorescencias son terminales, racemosas, con hasta cincuenta flores fragantes de color azul intenso o blanco. El fruto es una vaina plana (típica de las fabáceas) con dos o más semillas. 
Florece en primavera (marzo a mayo).
Esta planta atrae a varias especies de mariposas y polillas y de ella se alimentan sus larvas. También es atractiva para las abejas, que la polinizan.

## Distribución y hábitat
Es nativa de la Norteamérica meridional, distribuyéndose por los estados de Florida, Luisiana, Oklahoma y Texas, hasta San Luis Potosí, en México.
Su hábitat natural son praderas y  bordes de carreteras.

## Usos
Esta especie, al igual que las demás del género, se utiliza como planta ornamental debido a la vistosidad de sus inflorescencias.
Toxicidad
También, lo mismo que el resto de especies, las semillas, llamadas lupinos pueden resultar tóxicas debido a los alcaloides que contienen.